# جيم ثورمان
جيم ثورمان (بالإنجليزية: Jim Thurman)‏ هو كاتب سيناريو أمريكي، ولد في 15 مارس 1935 في دالاس في الولايات المتحدة، وتوفي في 14 أبريل 2007 في شيفيلد ‏ في الولايات المتحدة.

## وصلات خارجية
- جيم ثورمان على موقع IMDb (الإنجليزية)
- جيم ثورمان على موقع قاعدة بيانات الفيلم (الإنجليزية)